# Kyjovská lípa
Kyjovská lípa byla památný strom u vesnice Kyjov západně od Chodové Plané v okrese Tachov. Přibližně dvěstěletá  lípa malolistá (Tilia cordata) rostla u barokní kapličky z roku 1777 v poli asi 100 m od silnice do Zadního Chodova v nadmořské výšce 520 m. Obvod jejího kmene měřil 415 cm a členitá koruna stromu dosahovala do výšky 27 m (měření 1980). Chráněna byla od roku 1981 pro svůj vzrůst, jako krajinná dominanta a součást památky. Lípa se zřítila při vichřici Olivie 17. července 2010. Na místě zůstalo ošetřené torzo. Ochrana památného stromu byla zrušena 19. září 2017.

## Stromy v okolí
- Chodovská lípa u Hamerského potoka
- Chodovoplánský dub